# Strand, Osens kommun
Strand är en ort i Osens kommun i Trøndelag fylke i mellersta Norge. Orten ligger vid änden av fylkesväg 6300, på östra sidan av Osenfjorden, nordväst om kommunens centralort Osen.